# Emma Nutt

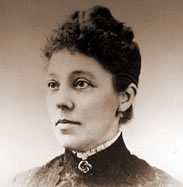
Emma Nutt

Emma Mills Nutt, född 1860 i Massachusetts, död 1915, var världens första kvinnliga telefonist, efter att hon börjat jobba för Edwin Holmes Telephone Despatch Company den 1 september 1878. 